# 209149 Chrismackenzie
209149 Chrismackenzie este un asteroid din centura principală de asteroizi.

## Descriere
209149 Chrismackenzie este un asteroid din centura principală de asteroizi. A fost descoperit pe 29 septembrie 2003 la Apache Point Observatory în cadrul programului Sloan Digital Sky Survey. Asteroidul prezintă o orbită caracterizată de o semiaxă mare de 2,52 ua, o excentricitate de 0,15 și o înclinație de 2,4° în raport cu ecliptica.